# Arnouville-lès-Mantes
Arnouville-lès-Mantes är en kommun i departementet Yvelines i regionen Île-de-France i norra Frankrike. Kommunen ligger i kantonen Guerville som tillhör arrondissementet Mantes-la-Jolie. År 2022 hade Arnouville-lès-Mantes 940 invånare.

## Befolkningsutveckling
Antalet invånare i kommunen Arnouville-lès-Mantes
| Referens: INSEE |